# Фогель, Альфред
Альфред Фогель (нем. Bernhard Alfred Heinrich Adolf Vogel; 31 марта 1829, Мюнхен — 9 октября 1890, Мюнхен) — немецкий педиатр.

## Биография
Родился 31 марта 1829 года в Мюнхене; был сыном химика Генриха Августа фон Фогеля (1778—1867).
В 1846 году окончил Вильгельмскую гимназию в Мюнхене и стал изучать медицину в Мюнхене, затем занимался в Берлинском университете у Шёнлейна и в Вюрцбурге у Вирхова. Получил в 1852 году в Мюнхене степень доктора. 
Состоял врачом при детской больнице доктора Гаунера, а в 1852—1855 годах был старшим ассистентом в клинике доктора Пфейфера.
В 1855 году Фогель в качестве приват-доцента стал читать лекции в Мюнхенском университете и в 1865 году был назначен экстраординарным профессором. С 1866 по 1886 год занимал в Дерптском университете должность ординарного профессора специальной патологии и терапии и руководителя университетской клиники. 
В 1886 году, по болезни, вышел в отставку в чине действительного статского советника и, вернувшись в Мюнхен, почти до самой смерти читал в Мюнхенском университете и руководил университетской поликлиникой по детским болезням.
Умер 9 октября 1890 года и был похоронен в семейной могиле на Старом Южном кладбище в Мюнхене. 
Был женат с 30 июля 1862 года на певице Жозефине Хефнер (1830—1907).

## Сочинения
Из трудов Фогеля главнейшие:
- «Ueber Rachitis» (Мюнхен, 1853);
- ряд исследований о моче в журнале «Zeitschrift für rationelle Medicin» (von Henle und Pfeuffer, 1853, т. IV);
- «Klinische Untersuchungen über den Typhus auf der II medicinischen Abtheilung des allgemeinen Krankenhauses zu München» (Эрланген, 1855);
- «Lehrbuch der Kinderkrankheiten» (Мюнхен, 1860) — этот капитальный труд, выдержавший с 1860 по 1890 год десять изданий, переведен на все европейские языки (издание 1894 года, Online Open Library);
- несколько статей, написанных Фогелем за время пребывания в Дерпте, напечатаны в «Ziemssen’s Deutsches Archiv für Klinische Medicin» (тт. VII, XVII и XX);
- статья «Die Krankheiten der Lippe und der Mundhöhle» (в учебнике Цимсена, 1874).

Кроме того, Фогель вместе с доктором Фридрихом издавал с 1857 по 1865 год журнал «Medicinisch-Chirurgische Monatshefte».